# J. William Fulbright
J. William Fulbright, właśc. James William Fulbright (ur. 9 kwietnia 1905 w Sumner, zm. 9 lutego 1995 w Waszyngtonie) – amerykański prawnik, profesor akademicki i polityk, działacz Partii Demokratycznej, który był przez szereg lat jednym z najbardziej znanych i wpływowych członków Senatu Stanów Zjednoczonych (reprezentował stan Arkansas).
Jako senator zapisał się w historii m.in. jako wieloletni (1959-1975) przewodniczący senackiej komisji spraw zagranicznych, oraz inspirator utworzenia Programu Fulbrighta, który od wielu lat umożliwia wymianę akademicką i kulturową pomiędzy Stanami Zjednoczonymi a ponad 160 krajami. Był przeciwny inwazji na Kubę, wsławił się też ostrą krytyką wojny wietnamskiej i aroganckiej polityki zagranicznej (kładł nacisk na poszanowanie prawa międzynarodowego), gorącym poparciem dla idei stworzenia ONZ. W sprawach wewnętrznych zaliczał się do oponentów działalności Komisji ds. Działalności Antyamerykańskiej. Sprzeciwiał się też długi czas zniesieniu segregacji rasowej, zmieniając stanowisko w tej sprawie z początkiem lat 70.

## Wczesne lata i edukacja
Urodził się w Sumner (hrabstwo Chariton) w Missouri. Niespełna rok później, w 1906, przeprowadził się wraz ze swoimi rodzicami, Jayem Fulbrightem i Robertą (z domu Waugh) do Fayetteville w sąsiednim Arkansas. Tam też uczęszczał do szkół publicznych. W roku 1925 ukończył politologię na Uniwersytecie Arkansas.
Jakkolwiek poziom oświaty w Arkansas uchodził dawniej, jak i teraz, za jeden z najniższych w kraju, to Fulbright, który kontynuował naukę na Uniwersytecie Oksfordzkim w Wielkiej Brytanii (dzięki stypendium Rhodesa; ukończył w 1928) oraz wydziale prawa na prestiżowym amerykańskim George Washington University w Waszyngtonie (ukończył w 1934), zdobył sobie z czasem opinię jednego z najbardziej wykształconych i posiadających wysoki potencjał intelektualny polityków amerykańskich (prezydent Harry S. Truman powiedział nawet o nim, nawiązując do erudycji senatora: ten przeuczony sukinsyn).

### Życie rodzinne
Fulbright żonaty był z Elizabeth Kremer Williams, z którą miał dwie córki (Elizabeth i Robertę).

## Kariera przed wyborem do Kongresu
Po przyjęciu do palestry w Waszyngtonie (1934) Fulbright pracował m.in. jako prawnik w wydziale ds. zwalczania monopoli (ang. anti-trust division) w departamencie sprawiedliwości.
W latach 1936–1939 pracował jako wykładowca prawa na swej pierwszej uczelni, czyli stanowym uniwersytecie w Arkansas. W 1939 został mianowany rektorem uniwersytetu, co sprawiło, iż w wieku 34 lat został najmłodszym rektorem w kraju. Stanowisko to zajmował do 1941.

## Dwa lata w Izbie Reprezentantów
W listopadzie 1942 został wybrany, z ramienia Partii Demokratycznej, do Izby Reprezentantów Stanów Zjednoczonych, reprezentując 3. okręg wyborczy Arkansas. Zasiadał w niej tylko jedną dwuletnią kadencję (3 stycznia 1943 – 3 stycznia 1945).

### Polityka zagraniczna w Izbie

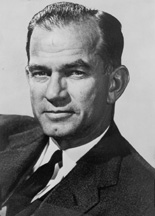
Senator Fulbright

W czasie swej kadencji w izbie niższej Kongresu Fulbright zasiadał w tamtejszej Komisji Relacji Międzynarodowych (ang. House Foreign Affairs Committee).
We wrześniu 1943 komisja przyjęła tzw. Rezolucję Fulbrighta (ang. Fulbright Act), która okazała się bardzo doniosłym wydarzeniem w dziejach amerykańskiej polityki zagranicznej. Głosiła ona potrzebę stworzenia szerokiego systemu globalnych inicjatyw i sił pokojowych, oraz wzywała rząd do zaangażowania się w budowę tego, co potem zostało Organizacją Narodów Zjednoczonych.
Zdobywszy rozgłos i uznanie Fulbright wystartował w prawyborach demokratycznych, pokonując urzędującą senator Hattie Caraway. Wybory właściwe wygrał z łatwością, co było o tyle łatwe, że w owym czasie właściwymi wyborami na Głębokim Południu były prawybory sprawującej tam przez wiele lat absolutną dominację Partii Demokratycznej.

## Senator Stanów Zjednoczonych
Jego pierwsza kadencja rozpoczęła się 3 stycznia 1945. W Senacie zasiadał równe trzydzieści lat (do stycznia 1975). Mimo tak długiego stażu cały czas był młodszym senatorem (Junior Senator), gdyż obok niego Arkansas reprezentował John Little McClellan, którego kadencja trwała od 1943 do 1977.
Niedługo po wyborach kongresowych w 1946, w których republikanie po raz pierwszy od 1932 uzyskali przewagą w obu izbach Kongresu, świeżo upieczony senator Fulbright zwrócił na siebie uwagę, wzywając prezydenta Trumana do dobrowolnego ustąpienia ze stanowiska, z powodu jego niepopularności, braku własnego mandatu (prezydentem został po śmierci Franklina D. Roosevelta, ponieważ piastował urząd wiceprezydenta), oraz szkód, jakie właśnie przez to poniosła właśnie partia. Mimo to Truman został potem wybrany na własną kadencję w 1949 roku. W tym samym roku demokraci ponownie opanowali Kongres.
W latach 60. jednym z jego asystentów był przyszły prezydent Bill Clinton, który wspominał go potem jako swego przyjaciela i mentora.

### Sprawy zagraniczne
W czasie swej kadencji głównym przedmiotem zainteresowania i działalności Fulbrighta były, jak i podczas pobytu w Izbie, sprawy zagraniczne.
Od roku 1949 zasiadał w Komisji Spraw Zagranicznych Senatu, a od 1959 był jej przewodniczącym. Czyniło to go jednym z najbardziej wpływowych osób w zakresie polityki zagranicznej mającego globalne interesy mocarstwa, ponieważ Senat posiada daleko większe kompetencje w dziedzinie polityki zagranicznej niż Izba Reprezentantów (decyduje o zatwierdzaniu bądź odrzuceniu traktatów międzynarodowych oraz czołowych nominacjach na stanowiska w dyplomacji, w tym sekretarza stanu oraz ambasadorów). Bez aprobaty komisji, która prowadzi także przesłuchania i dochodzenia, nic nie może być dopuszczone pod obrady plenarne. Tak więc przewodniczący, który jest także niejako liderem większości w komisji, gra tu pierwsze skrzypce.
Fulbright był najdłużej urzędującym przewodniczącym senackiej komisji spraw zagranicznych.
Mimo tak wysokiej pozycji Fulbright często pozostawał w niezgodzie lub nawet konflikcie z lokatorami Białego Domu w zakresie polityki międzynarodowej USA.
Senator krytykował prowadzenie agresywnej i hegemonistycznej polityki, argumentując, iż w efekcie nigdy nie opłaci się to Stanom (powodując wzrost nienawiści i niechęci na świecie, co tylko pomaga ich przeciwnikom).
Z tej też pozycji krytykował prowadzenie wojny wietnamskiej, jakkolwiek początkowo głosował za tzw. rezolucją Tonkińską, która dała prezydentowi Lyndonowi B. Johnsonowi zielone światło do eskalacji działań (za rezolucją głosowało początkowo wielu późniejszych przeciwników zaangażowania w konflikt, jak George McGovern czy Ted Kennedy. Tylko dwóch senatorów, demokraci Wayne Morse z Oregonu i Ernest Gruening z Alaski, byli przeciwni od początku). Fulbright twierdził też, iż poniesione porażki bardzo osłabiają pozycję polityczną USA, a popełnianie przestępstw wojennych - pozycję moralną.
Fulbright ponadto sprzeciwiał się uzurpowaniu sobie przez władzę wykonawczą wyłącznego prawa do podejmowania akcji militarnych bez zgody Kongresu (tzw. Imperialna prezydentura) i doprowadził do uchwalenia prawa, które zmuszało ją do większego współdziałania z legislatywą i uzyskania jej aprobaty w określonym czasie – w przeciwnym razie akcja musiała być przerwana.
Senator kładł nacisk na poszanowanie prawa międzynarodowego i współdziałanie ze społecznością międzynarodową w rozwiązywaniu konfliktów. Głosił też, że jest to lepszym sposobem na zachowanie pozycji kraju niż polityka interwencji. Głosił też publicznie wątpliwości wobec polityki USA na Kubie.
30 lipca 1961, na dwa tygodnie przed rozpoczęciem budowy Muru Berlińskiego Fulbright wypowiedział słynne zdanie: Nie rozumiem, dlaczego Niemcy Wschodni nie zamykają swej granicy. Mają przecież do tego pełne prawo. Według wielu słowa te zostały wypowiedziane za sugestią i aprobatą prezydenta Johna F. Kennedy’ego.
Fulbright był też znany ze stwierdzenia, iż „wirus radykalno-prawicowy zainfekował amerykańską politykę wojskową”. Był za to atakowany przez wpływowych konserwatywnych republikańskich senatorów, jak Strom Thurmond, Barry Goldwater czy John Tower. Ta trójka osobiście prowadziła kampanię na rzecz jego przeciwnika podczas ubiegania się przez Fulbrighta o reelekcję, ale ten wygrał.
Senator był także krytykiem „lobby pro-izraelskiego, które silnie oddziałuje na politykę amerykańską”. Był za to krytykowany przez organizacje żydowskie w USA. Oskarżano go nawet o antysemityzm, choć z drugiej strony niektórzy twierdzili, iż miał na myśli tylko prowadzenie „bardziej wyważonej między stronami” polityki na Bliskim Wschodzie.

### Prawa obywatelskie
Stanowisko Fulbrighta w sprawie praw obywatelskich było dość złożone i zmieniało się w czasie trwania jego kariery.

#### Stanowisko wobecmaccartyzmu
W latach 50. był jednym z pierwszych amerykańskich senatorów, którzy niedwuznacznie potępili działalność Josepha McCarthy’ego oraz jego komisji ds. badania działalności antyamerykańskiej, zwracając uwagę na poważne pogwałcenie przez nią praw obywateli oraz wielkie szkody, jakie przynosi życiu naukowemu i kulturalnemu Stanom Zjednoczonym, a także ich opinii w świecie. W 1954 był jedynym senatorem który głosował przeciwko utworzeniu komitetu McCarthy’ego. Senator z Wisconsin przezwał go wtedy złośliwie Halfbright, co można rozumieć jako „półgłówek”.

#### Segregacja rasowa
Natomiast w kwestii segregacji rasowej Fulbright należał przez wiele lat do zdecydowanych zwolenników jej utrzymania, oraz przeciwników wszelkich ustaw dotyczących zrównania w prawach obywatelskich ludności kolorowej. W 1956 podpisał słynny dokument zwany Southern Manifesto, który sprzeciwiał się podjętej przez Sąd Najwyższy decyzji Brown v. Board of Education w sprawie desegregacji rasowej w szkołach publicznych. Dokument podpisali wtedy wszyscy senatorzy z południa z wyjątkiem lidera większości Lyndona Johnsona z Teksasu, oraz Estesa Kefauvera i Alberta Gore’a z Tennessee.
Głosował też przeciwko uchwaleniu ustaw o prawach obywatelskich w 1964 i 1965. Podobnie głosowało wielu innych południowych demokratów, jak John C. Stennis, James Eastland czy Robert Byrd. Fulbright uczestniczył też w próbach zablokowania uchwalenia praw poprzez obstrukcję parlamentarną, czyli wielogodzinne przemawianie (filibustering). Wielu z tego powodu nazywało go Dixiecratą.
Obiektywnie rzecz biorąc, wielu demokratów z południa, przeciwników tej ustawy nie uchodziło za przekonanych rasistów, tylko bali się „konsekwencji” zmiany status quo oraz czuli zobligowani wobec wyborców. Do takich zaliczano Stennisa i Fulbrighta, którego z racji inteligencji i otwartości umysłu nie posądzano raczej o fanatyzm (jak, w opinii wielu słusznie, Eastlanda). Niemniej jednak jego postawa, faktycznie popierająca utrzymanie dyskryminacji Afroamerykanów stała się przedmiotem krytyki.
Jednakże z początkiem lat 70. wielu dawnych przeciwników, jak właśnie Fulbright, Byrd czy Stennis, zmieniło stanowisko (Eastland pozostał natomiast przeciwnikiem integracji do samego końca) i zaczęło popierać ustawy o prawach obywatelskich, przez co organizacje mniejszościowe uznały ich za sojuszników w Kongresie. Fulbright przewodził opozycji wobec dwóch (odrzuconych ostatecznie) nominacji prezydenta Richarda Nixona do Sądu Najwyższego: Clementa Haynswortha oraz Harolda Carswella, motywując to m.in. ich negatywnym stosunkiem w kwestii desegragacji oraz całkowitego równouprawnienia ludności kolorowej, i innych tematach praw obywatelskich.

### Program Fulbrighta
Dla wielu nazwisko Fulbrighta pozostaje nierozerwalnie związane z programem stypendiów, które utworzono z jego inicjatywy (Program Fulbrighta, ang. the Fulbright Program). Program ten miał na celu przełamanie bariery naukowej, poprzez dwustronną wymianę akademicką oraz kulturową. Zgodnie z wizją inicjatora program miał być narzędziem w budowaniu dialogu i pokojowych relacji między narodami. Na ogół zgodnie ocenia się, iż dzięki temu programowi, którym kieruje Biuro Edukacji i Kultury Departamentu Stanu USA (ang. Bureau of Educational and Cultural Affairs, U.S. Department of State), bardzo zyskały amerykańska nauka, kultura oraz kontakty w świecie (nie mówiąc o stypendystach i ich krajach).
Cywilizacja jest zasadniczą treścią programów wymiany naukowej, które zajmują się po części rozszerzaniem wiedzy w naukach i sztuce, ale przede wszystkim poszerzają wiedzę człowieka o sobie samym i o społecznościach wśród których żyje i pracuje – powiedział senator.

### Porażka wyborcza i odejście z Senatu
Dobrze znany i wpływowy senator Fulbright ubiegał się o ponowną nominację w 1974 roku, ale został pokonany w prawyborach przez urzędującego gubernatora Arkansas, Dale’a Bumpersa, który był przedstawicielem nowej liberalnej generacji politycznej Nowego Południa. Wiadomo było, że Bumpers na swoją kampanię otrzymywał pieniądze od grup proizraelskich (finansowanie kandydatów przez różnego rodzaju lobby jest rzeczą normalną w USA).
Były senator zmarł na wylew i jest pochowany na cmentarzu Evergreen w Fayetteville.

## Odznaczenia
- Medal Wolności (1993)
- Krzyż Komandorski z Gwiazdą Orderu Zasługi Rzeczypospolitej Polskiej (1993)[5]